# Сепаратизм в Індонезії
Сепаратизм в Індонезії — явище, викликане прагненням ряду етнічних груп, що компактно проживають на території Індонезії, до утворення незалежних національних держав.

## Папуаський сепаратизм
Сепаратистський рух Іріан Джая (це назва острова Нова Гвінея) створено 1961 року. Цей рух бореться за незалежність всього острова. Бойові дії велися у 1961-62 рр.
Західна частина Нової Гвінеї, що отримала нове ім'я Західний Іріан, поступово перейшла під управління індонезійського уряду і питання про приєднання території до Індонезії мало вирішуватися шляхом проведення референдуму. У 1963 була перша спроба проголошення місцевим населенням незалежної Республіки Західне Папуа, силою подавлена індонезійською владою.
1 липня 1971 рухом була зроблена нова, також безуспішна, спроба проголошення незалежності Республіки Західне Папуа. З тих пір ця організація веде проти уряду Індонезії повстанську боротьбу. У 1984 році знову була проголошена незалежність території під назвою Республіка Західна Меланезія, однак лідери руху були заарештовані. З 1973 центральна індонезійська влада на знак увічнення володіння територією перейменували провінцію Західний Іріан в Іріан-Джая («Переможний Іріан»).

## Ачехський сепаратизм

Прапор Руху за Вільний Ачех

У серпні 2005 в Гельсінкі підписано мирну угоду (Меморандум про взаєморозуміння) між владою країни і угрупуванням «Вільний Ачех», яке має покласти край 30-річній громадянській війні в провінції Ачех (Північна Суматра), в ході якої загинуло близько 15 тисяч чоловік (більшість з них — мирні жителі).
У середині вересня 2005 року, відповідно до угоди, почалося роззброєння ачехських сепаратистів під контролем міжнародних спостерігачів. Напередодні індонезійський уряд вивів з Ачеху близько півтори тисячі поліцейських. За угодою, до кінця цього року Ачех повинні покинути всі індонезійські поліцейські і військові.

## Тиморський сепаратизм
Процес деколонізації в португальському Тиморі почався в 1974 році, слідом за падінням авторитарного режиму в Португалії. 28 листопада 1975 року була оголошена декларація незалежності Східного Тимору. Однак, 9 днів по тому в країну вторглися частини індонезійської армії, і Східний Тимор був оголошений 27-ю провінцією Індонезії.
У 1999 році під тиском ООН у Східному Тиморі був проведений референдум з питання самовизначення. В результаті 78,5 % населення висловилися за незалежність. Це призвело до нового спалаху насильства, яке вимагало введення міжнародного миротворчого контингенту. 20 травня 2002 року колишня португальська колонія офіційно була оголошена незалежною державою.

## Молукський сепаратизм
25 квітня 1950 на населеній християнами південній частині Молукських островів була проголошена незалежна Південно-Молукська Республіка (Малуку-Селатан, Південне Молуку). Однак спроба відділення була силовим шляхом припинена індонезійської армією. Напруженість між християнами і мусульманами збереглася.
Останнім часом між 1998 і 2000 роком провінція Молуку знову стала ареною розгорнутого конфлікту між християнським та мусульманським населенням, з регіону виїхало 80 тисяч чоловік.